# Yong Liang Mun
Yong Liang Mun, né le 3 septembre 1993, est un coureur cycliste singapourien.

## Biographie
Yong Liang Mun a obtenu de bons résultats sur route et en VTT. Figure du cyclisme local, il est devenu champion national de Singapour à plusieurs reprises entre 2015 et 2024. Il a également représenté son pays natal aux championnats du monde de VTT en 2017. 
En dehors du cyclisme, il a suivi des études dans le domaine de la comptabilité et du commerce. Diplômé de l'université de technologie de Nanyang, il a aussi complété sa formation par une licence en administration des affaires à l'ESADE, au cœur de Barcelone.

## Palmarès sur route

### Par année
- 2023
  -  Champion de Singapour sur route
  -  Champion de Singapour du contre-la-montre
  -  Champion de Singapour du contre-la-montre par équipes
- 2024
  -  Champion de Singapour du contre-la-montre par équipes
- 2025
  - 3e du championnat de Singapour du contre-la-montre

### Classements mondiaux
| Année         | 2023 | 2024 |
| ------------- | ---- | ---- |
| UCI Asia Tour | 57e  | 169e |

## Palmarès en VTT

### Championnats nationaux
- 2015
  -  Champion de Singapour de cross-country
- 2017
  - 3e du championnat de Singapour de cross-country
- 2019
  - 2e du championnat de Singapour de cross-country
  - 2e du championnat de Singapour de descente
- 2023
  - 3e du championnat de Singapour de cross-country